# Drymophilacris bimaculata
Drymophilacris bimaculata är en insektsart som först beskrevs av Rehn, J.A.G. 1905.  Drymophilacris bimaculata ingår i släktet Drymophilacris och familjen gräshoppor. Inga underarter finns listade i Catalogue of Life.